# ISO 8601
ISO 8601 je mednarodni standard za zapis datuma in časa. Trenutna različica je tretja izdaja, ISO 8601:2004, izšla 3.decembra 2004. Zamenjala je prvo izdajo ISO 8601:1988 in drugo ISO 8601:2000.

## Uvod
Osnovna zamisel standarda je ureditev časovnega dogodka točno, oziroma po izbiri uporabnika z nizom znakov. Znaki so razvrščeni od največjega (leta), do najmanjšega (sekunde in odtod še manjši deli). Z zapisom dogodka standard omogoča predstavitev časovnih razmikov in ponavljajočih razmikov.

## Datum
Mednarodni standard za zapis datuma je:
```
YYYY-MM-DD
```

kjer je YYYY leto po standardnem gregorijanskem koledarju, MM je mesec v letu (01 - januar, 12 - december) in DD dan v mesecu od 01 do 31. 
Na primer, četrti dan v februarju leta 2006 se napiše:
```
2006-02-04
```

Drugi običajni zapisi (ki se delno še uporabljajo) so (za ta datum): 2/4/06, 4/2/06, 06/2/4, 4.02.2006. 04-FEB-1995, 4-Februar-1995 in še nekateri. Predvsem prvi dve obliki sta bili nevarni za zamenjavo, ker sta se uporabljali istočasno v ZDA in Združenem kraljestvu. Ni namreč jasno, ali pomenita 2006-04-02 ali 2006-02-04. 
Prednost tega zapisa z drugimi običajnimi variantami:
- enostavno čitanje zapisa
- enostavna primerjava in urejanje
- neodvisen od jezika
- se ne more zamenjati z drugimi zapisi datuma
- konsistenten z zapisom časa, kjer je tudi največja enota (ura) na začetku
- zapis je kratek in vedno enako dolg, kar olajša izdelavo tabel.
- identičen je z kitajskim načinom zapisa
- štirimestna letnica preprečuje probleme ob prehodu v novo stoletje

V zapisu datuma se lahko izpustijo vezaji, če berljivost ni posebno važna:
```
20060204
```

Če sta važna samo mesec ali celo leto, je zapis:
```
2006-02 oziroma 2006
```

### Tedni
V komerciali in industriji se za datum dobave, proizvodni plan in drugo pogosto uporablja teden. Kot prvi teden v letu je definiran teden, v katerem je prvi četrtek v tem letu in tako praviloma vsebuje še nekaj dni preteklega leta, ali pa nekaj prvih dni tekočega leta pripada zadnjemu tednu preteklega leta. Lahko se zgodi, da v prvem koledarskem tednu ni četrtka. Teden se začne v ponedeljek (01) in konča v nedeljo (07). Na primer: v letu 2006 je prvi dan po koledarju nedelja, 2006-01-01. Ker je ta dan v tednu kasnejši kot četrtek, pripada zadnjemu tednu preteklega leta (2005). Prvi teden v letu 2006 se začne 2006-01-02 in konča na 2006-01-08. Zapis tega tedna je: 
```
2006-W01 ali 2006W01
```

Zapis tedna se lahko dopolni z dnevom v tednu. Na primer, datum 2006-01-05, ki je četrek, to je četrti dan v prvem tednu leta 2006, se lahko zapiše kot:
```
2006-W01-04 ali 2006W0104
```

### Dan v letu
V nekaterih primerih, predvsem ko je treba enostavno izračunati časovno razliko med dvema dogodkoma, se uporablja zapis s številko dneva v letu. Prvi dan v letu (YYYY-01-01) ima številko 001, zadnji dan (YYYY-12-31) pa glede na to, ali je leto prestopno ali ne, številko 365 (ali 366 za prestopna leta). Zapis ima obliko:
```
2006-035 ali 2006035 
```

kar pomeni 2006-03-04.

## Dnevni čas
Standarden zapis dnevnega časa je:
```
hh:mm:ss
```

kjer je:
- hh - število polnih ur, ki so minile od polnoči (od 00 do 24);
- mm - število polnih minut (od 00 do 59), ki so minile od začetka ure;
- ss - število polnih sekund (od 00 do 59 in v izjemnih primerih dodane prestopne sekunde tudi 60), ki so minile od začetka minute;
- če je ura 24, morajo biti minute in sekunde 00.

Čas ene sekunda pred polnočjo se zapiše kot:
```
23:59:59 ali 235959
```

Tudi tu je možen manj točen zapis na primer:
```
23:59 ali 2359 ali 23
```

Za polnoč je možen zapis 00:00:00 ali 24:00:00. Tako se lahko ločuje obe polnoči, ki sta vezani na isti dan. Zapisa:
```
2006-03-02 24:00:00 in 2006-03-03 00:00:00
```

definirata točno isti čas.
Možen je tudi točnejši zapis časa, vključno z delom sekunde. Zapis je:
```
17:12:34.7896 ali 171234.7896
```

Če se skupaj brez separatorjev zapišeta datum in dnevni čas, standard priporoča, da se oba dela ločita s črko T (za Time). Zapis je:
```
20060312T171234
```

## Časovni pasovi
Če ni drugače navedeno, velja podatek o datumu in uri po lokalnem časovnem pasu. Če se želi poudariti, da je čas definiran po univerzalnem koordiniranem času (UTC)tudi Universal Time, se podatku o času doda črka Z:
```
23:12:34Z ali 231234Z
```

Črka Z pomeni ničelni poldnevnik (Zero Meridian), ki poteka skozi Greenwich pri Londonu. Ta čas se pogovorno pogosto imenuje tudi Zulu čas (beseda Zulu pomeni v mednarodni radijski abecedi črko Z).
K zapisu časa se lahko doda nize:
```
+hh:mm ali +hhmm ali +hh
ali 
-hh:mm ali -hhmm ali -hh
```

ki povedo za koliko ur (in minut) se lokalni čas razlikuje od UTC. 
Na primer, CET (Central European Time) je za eno uro pred UTC, EST (U.S./Canadian Eastern Standard Time) pa 5 ur za UTC. Naslednji zapisi pomenijo isti čas:
```
12:00Z = 13:00+01:00 = 07:00-05:00
```

## Veljavnost v EU
Standard ISO 8601 je bil v EU prevzet kot evropski standard (European Standard) EN 28601 in velja v vsej EU. Nacionalne standarde je treba prilagoditi. ISO je bil prevzet tudi v JUS (jugoslovanske) standarde. V Sloveniji ga povzema standard SIST EN 28601:2004